# Pokémon Mystery Dungeon: Squadra di soccorso DX
Pokémon Mistery Dungeon: Squadra di soccorso DX (ポケモン不思議のダンジョン 救助隊DX?, Pokemon Fushigi no Danjon: Kyūjotai DX) è un videogioco di ruolo e avventura sviluppato da Spike Chunsoft e pubblicato il 6 marzo 2020 per Nintendo Switch da Nintendo e The Pokémon Company È il remake dei giochi Pokémon Mystery Dungeon: Squadra rossa e Squadra blu ed è il primo remake della serie Pokémon Mystery Dungeon. Come gli altri videogiochi della serie, è un adattamento dei giochi Mystery Dungeon con i Pokémon come personaggi.
Il gioco è stato annunciato il 9 gennaio 2020 durante un Pokémon Direct, al termine del quale è stata distribuita una demo gratuita su Nintendo eShop. I progressi compiuti nella demo possono essere trasferiti nella versione finale del gioco.

## Trama
Il gioco comincia con un breve test sulla personalità, completato il quale il giocatore si ritroverà in un bosco trasformato nel Pokémon che più lo rappresenta ma senza ricordi del suo passato, e verrà soccorso da quello che diventerà il suo Pokémon compagno. Dopo poco tempo arriva un Butterfree agitatissimo perché il suo piccolo Caterpie è caduto in una voragine. Dopo aver salvato il cucciolo, entrambi decidono di formare una Squadra di Soccorso. Tutto sembra andare per il meglio, ma poco tempo dopo un esemplare di Shiftry a capo di una Squadra di Soccorso non ritorna da una missione affidatagli poco prima in Piazza Pokémon. Durante una missione di soccorso durante la quale il giocatore tenterà di salvarlo, uno Zapdos parecchio infuriato per esser stato risvegliato dal suo sonno lo rapisce. Così dopo averlo battuto, su consiglio dei membri del Team A.C.T., giocatore ad andare a trovare uno Xatu che si dice sappia tutto. Egli infatti rileverà al giocatore che è le numerose calamità naturali che si stanno verificando in quel periodo sono collegate a un essere umano trasformato in Pokémon. Il giorno dopo, in Piazza Pokémon, al giocatore verrà raccontata la leggenda di Ninetales: essa narra di un essere umano che avendo toccato una delle sue nove code divenne vittima di una maledizione, e del suo Gardevoir che si sacrificò al suo posto attirando su di sé la maledizione.
Mosso da pietà Ninetales chiese all'umano di scegliere se prendere su se stesso la maledizione e salvare il suo Pokémon o abbandonarlo, ma l'umano fuggì dal luogo abbandonandolo, e per questo venne trasformato in un Pokémon. Questa leggenda darà luogo a una serie di equivoci, che porteranno il giocatore e tutti gli altri Pokémon a credere che egli sia proprio quell'umano. Costretto alla fuga assieme al Pokémon compagno il protagonista attraverserà il Monte Vampa, sulla cui cima troverà Moltres e la Foresta Glaciale (nella quale incontrerà un Absol), sulla cui in cima è presente Articuno. Una volta arrivato al Monte Surgelo, il protagonista verrà raggiunto dal Team A.C.T. che cercherà di eliminarlo, ma durante il combattimento il Ninetales della leggenda interviene, spiegando con grande sorpresa di tutti che il giocatore non è l'umano che egli ha maledetto. Fatto ritorno a Piazza Pokémon si scopre che Groudon si è risvegliato dal suo lungo sonno. Il team di Alakazam si dirige alla Caverna Magma per placarlo, ma dopo alcuni giorni senza ricevere notizie viene formato in Piazza Pokémon un team di soccorso, formato dai capitani di tre diversi team, che tenta di salvarli senza tuttavia avere successo.
Visti i fallimenti la Squadra del protagonista si propone come ultima speranza e si dirige a sua volta verso la Caverna Magma per affrontare Groudon. Dopo aver completato la missione ed essere tornati in Piazza Pokémon, Xatu si metterà in contatto con il giocatore attraverso la telepatia per avvertirlo che ha scoperto un meteorite che presto si sarebbe schiantato sul mondo; l'unica soluzione per salvarsi sembra essere quella di scalare la Torre Cielo è chiedere aiuto a Rayquaza per distruggerlo. Il giorno dopo il protagonista assieme al suo compagno viene teletrasportato sulla Torre Cielo e dopo aver affrontato e sconfitto Rayquaza lo convince ad aiutarli usando il suo Iper Raggio. Il giocatore verrà salvato da Gengar. Dopo aver fermato la minaccia del meteorite, il giocatore riacquista la memoria, sognando il Gardevoir della leggenda che gli ricorda che lui stesso ha scelto di diventare un Pokémon per poter salvare il mondo. Avendo ormai concluso la sua missione è quindi costretto a tornare ad essere un umano, ma il profondo legame stretto con il suo Pokémon compagno gli permette di rimanere nelle sembianze di Pokémon.
Dopo aver concluso la missione di salvare il mondo la prima parte del gioco si conclude, e il giocatore guadagna la possibilità di evolvere se stesso e qualsiasi Pokémon della squadra, potrà comprare nuove Aree Amico, tra cui quelle di alcuni leggendari, ed esplorare nuovi dungeon. Inoltre, la prima volta che proverà a partire per un dungeon, il compagno darà al giocatore la possibilità di cambiare il leader della squadra, che potrà esplorare i dungeon anche senza compagno.

## Modalità di gioco
Pokémon Mystery Dungeon: Rescue Team DX apporta molteplici modifiche al gioco originale. Oltre ad utilizzare modelli 3D ed una nuova grafica simile ai libri delle fiabe, aggiunge anche meccaniche non presenti nei due giochi originali. Il tipo folletto (non ancora esistente alla creazione di Squadra Rossa e Squadra Blu) è stato trasferito alle mosse e ai Pokémon seguendo i criteri dei giochi Pokémon principali. Tra i nuovi Pokémon aggiunti sono presenti la linea evolutiva di Riolu, e Sylveon. Una nuova meccanica è quella della Megaevoluzione, già presente nei due giochi precedenti.

## Accoglienza
Il gioco ha ricevuto recensioni medie secondo l'aggregatore di recensioni Metacritic. Il gioco è stato visto come un miglioramento complessivo rispetto ai giochi originali a causa della sua storia migliorata e dello stile artistico, ma è stato criticato per i suoi dungeon ripetitivi e l'assenza della possibilità di vedere i punti vita dei nemici. Travis Northup di  IGN ha definito il gioco "un'esperienza insignificante e ricca di grinding", mentre Cian Maher di GameSpot ha affermato che i dungeon possono solo "essere un po' fastidiosi certe volte".

### Vendite
Pokémon Mystery Dungeon: Rescue Team DX è stato il gioco più venduto in Giappone durante la sua prima settimana, con 138 548 copie fisiche vendute. Si è classificato primo nelle classifiche di vendita del Regno Unito e della Francia durante la prima settimana. Oltre 360 000 copie sono state vendute in Giappone e oltre 890 000 copie sono state vendute all'estero, con un totale di oltre 1,26 milioni di copie vendute in totale entro la fine di marzo 2021. Il gioco è stato classificato al ventunesimo posto tra i 30 giochi più venduti in Giappone del 2020 sul Nintendo eShop.